# Лісьоґура
Лісьоґура (пол. Lisiogóra) — село в Польщі, у гміні Пшасниш Пшасниського повіту Мазовецького воєводства.
Населення — 109 осіб (2011).
У 1975-1998 роках село належало до Остроленцького воєводства.

## Демографія
Демографічна структура станом на 31 березня 2011 року:
|          | Загалом | Допрацездатний вік | Працездатний вік | Постпрацездатний вік |
| -------- | ------- | ------------------ | ---------------- | -------------------- |
| Чоловіки | 52      | 12                 | 36               | 4                    |
| Жінки    | 57      | 21                 | 25               | 11                   |
| Разом    | 109     | 33                 | 61               | 15                   |